# Бёрнс, Брент
Уи́льям Брент Бёрнс (англ. William Brent Burns; 9 марта 1985, Барри, Онтарио, Канада) — профессиональный канадский хоккеист, защитник клуба НХЛ «Колорадо Эвеланш». Чемпион мира 2015 года и серебряный призёр чемпионата мира 2008 года, на обоих турнирах признавался лучшим защитником. Входит в топ-15 самых результативных защитников в истории НХЛ и лидирует среди всех действующих защитников.

## Игровая карьера
Брент Бёрнс был задрафтован в 1-м раунде под общим 20-м номером командой «Миннесота Уайлд» в 2003 году.
В своём первом сезоне в НХЛ в 2003/04 году сыграл 36 матчей и набрал 6 очков по системе гол+пас (1+5) при показателе полезности -10, заработал 12 минут штрафа.
Во время локаута в НХЛ в сезоне 2004/05 играл в Американской хоккейной лиге в составе «Хьюстон Аэрос». В сезоне 2005/06 полностью вписался в игровую схему «Миннесоты Уайлд» в качестве игрока защиты, проведя 72 игры за «Дикарей» и набрав 16 очков.
По ходу сезона 2007/08 подписал новый контракт с «Миннесота Уайлд». Срок нового соглашения составил 4 года.
По окончании сезона стал лучшим бомбардиром среди защитников «Миннесоты» забросив 15 шайб и отдав 28 передач в итоге набрав 43 очка.
Сезоны 2008/09 и 2009/10 оказались не слишком удачными в карьере Брента Бёрнса из-за травм. В сезоне 2008/09 из-за ошибочно поставленного диагноза синусит (на самом деле у Бёрнса позднее было диагностировано сотрясение мозга), который пытались лечить в течение 6 недель Брент серьёзно рисковал своим здоровьем. В итоге пропустив концовку сезона — 19 матчей, Бёрнс набрал 27 очков. Позднее после окончания сезона ему была сделана операция на плече. Пропустил почти половину сезона 2009/10 из-за травм, набрав 20 очков в 47 играх.
После того как 12 ноября 2010 года нанёс удар клюшкой по лицу Стива Бернье получил двухматчевую дисквалификацию. Играл в матче всех звёзд НХЛ 2011.
Во время драфта 2011 года Бёрнс обменян вместе с правом выбора во втором раунде драфта 2012 в «Сан-Хосе» на Девина Сетогучи, Чарли Койла и право выбора в первом раунде драфта 2011. 1 августа 2011 года подписал 5-летний контракт с «Сан-Хосе Шаркс» на общую сумму $ 28,8 млн при средней зарплате $ 5,76 млн в год.
29 ноября 2013 года в матче против «Сент-Луис Блюз» сделал первый в карьере хет-трик, благодаря трём шайбам Брента Бёрнса «Акулы» смогли победить со счётом 6:3.

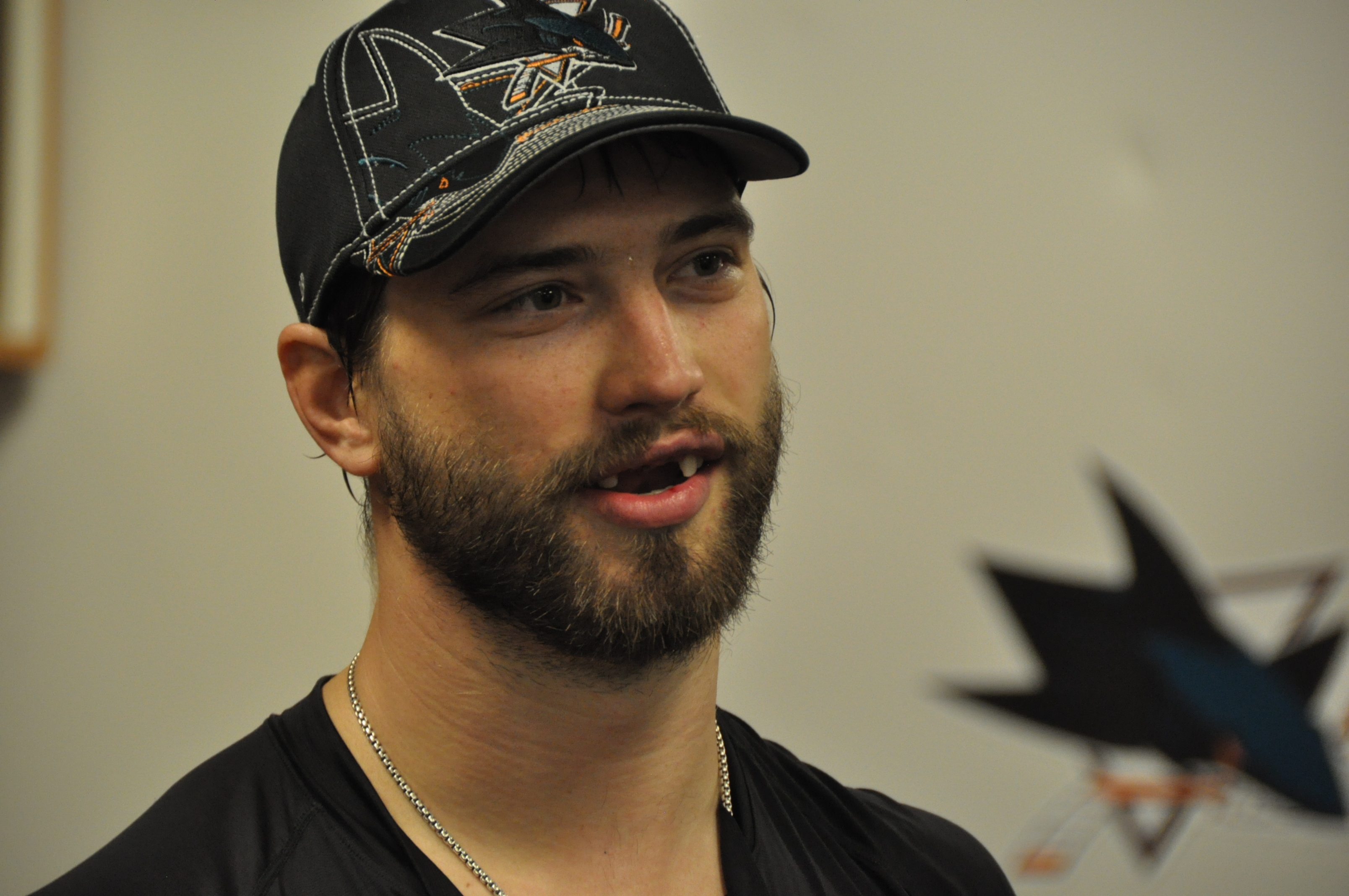
Бёрнс в марте 2014 года

23 ноября 2016 года подписал новый контракт с «Сан-Хосе Шаркс». Соглашение с хоккеистом рассчитано на 8 лет со средней зарплатой $ 8 млн за сезон.
В сезоне 2016/17 был признан лучшим защитником НХЛ и получил «Джеймс Норрис Трофи», набрав в 82 матчах 76 очков и забросив 29 шайб. В следующем сезоне набрал 67 очков (12+55) в 82 матчах. В сезоне 2018/19 установил личный рекорд по набранным очкам: 83 очка (16+67) в 82 матчах. 27 декабря 2018 года сыграл свой 1000-й матч в НХЛ. В плей-офф набрал 16 очков (5+11) в 20 матчах.
Начиная с сезона 2019/20 результативность Бёрнса значительно снизилась. В сезоне 2019/20 он набрал 45 очков (12+33) в 70 матчах, а в следующем сокращённом сезоне всего 29 очков (7+22) в 56 матчах. В сезоне 2021/22 сыграл все 82 матча в регулярном сезоне и набрал 54 очка (10+44). 28 апреля 2022 года сыграл 1250-й матч в регулярных сезонах НХЛ, став 94-м хоккеистом, достигшим этой отметки. С 21 ноября 2013 года не пропустил ни одного матча «Шаркс», сыграв 679 матчей подряд, по этому показателю входит в топ-10 в истории НХЛ.
13 июля 2022 года, после 11 сезонов в «Шаркс», был обменян в «Каролину Харрикейнз».
22 декабря 2022 года в игре против «Пингвинз» (4:3 ОТ) сделал передачу и стал 18-м защитником в истории НХЛ, набравшим за карьеру 800 очков (231+569). Для этого Бёрнсу потребовалось 1284 матча.
22 ноября 2023 года в матче против «Эдмонтона» стал 10-м защитником в истории НХЛ, забросившим 250 шайб в регулярных сезонах. 2 декабря 2023 года стал 17-м защитником в истории НХЛ, сделавшим 600 передач. По итогам сезона 2023/24 вошёл в топ-40 лидеров по сыгранным матчам в истории НХЛ.

## Международная карьера
В составе сборной Канады выступал на четырёх чемпионатах мира в 2008, 2010, 2011, 2015 годах. Чемпион мира 2015 года, где стал самым результативным защитником своей сборной, набрав 11(2+9) очков, а также был признан лучшим защитником турнира.
На чемпионате мира 2008, проходившего в год столетия ИИХФ в Канаде, сборная Канады смогла добраться до финала, где встретилась со сборной России. В финальном матче Брент Бёрнс дважды сумел распечатать ворота российской команды, которые защищал Евгений Набоков (в то время игрок «Сан-Хосе Шаркс»), забросив первую и третью шайбы россиянам. Однако в итоге канадцы проиграли в овертайме со счётом 4:5, и защитник получил серебряные медали. По итогам турнира Бёрнс набрал 9 очков, став лучшим защитником чемпионата мира.
Был включён в расширенную заявку сборной Канады на Олимпийские игры 2010 в Ванкувере, однако в итоге на Олимпиаду поехать не смог.
Также в 2016 году стал обладателем Кубка мира, сыграв во всех матчах турнира и выходя на площадку со своим одноклубником Марком-Эдуардом Власиком.

## Статистика
| Легенда | Легенда                    | Легенда | Легенда                   | Легенда | Легенда    |
| ------- | -------------------------- | ------- | ------------------------- | ------- | ---------- |
| И       | Количество проведённых игр | Штр     | Штрафное время            | +/−     | Плюс-минус |
| Г       | Голы                       | П       | Голевые передачи          | О       | Очки       |
| -       | Статистика неизвестна      | —       | Статистика не учитывалась |         |            |

## Достижения

### Командные
Международные
| Год  | Команда       | Достижение                                    |
| ---- | ------------- | --------------------------------------------- |
| 2004 | Канада (мол.) | Серебряный призёр молодёжного чемпионата мира |
| 2008 | Канада        | Серебряный призёр чемпионата мира             |
| 2015 | Канада        | Чемпион мира                                  |
| 2016 | Канада        | Обладатель кубка мира                         |

### Личные
НХЛ
| Год                                | Команда                        | Достижение                                          |
| ---------------------------------- | ------------------------------ | --------------------------------------------------- |
| 2011, 2015, 2016, 2017, 2018, 2019 | Миннесота Уайлд Сан-Хосе Шаркс | Участник Матча всех звёзд (6)                       |
| 2015                               | Сан-Хосе Шаркс                 | Обладатель Приза за благотворительность             |
| 2017                               | Сан-Хосе Шаркс                 | Обладатель «Джеймс Норрис Трофи»                    |
| 2019                               | Сан-Хосе Шаркс                 | Попадание в первую символическую сборную Всех звёзд |

Международные
| Год        | Команда       | Достижение                                     |
| ---------- | ------------- | ---------------------------------------------- |
| 2004       | Канада (мол.) | Лучший ассистент молодёжного чемпионата мира   |
| 2008, 2015 | Канада        | Лучший защитник чемпионата мира                |
| 2015       | Канада        | Попадание в Сборную всех звёзд чемпионата мира |